# عمرو القاضي (كاتب)
عمرو القاضي (مواليد 23 يونيو 1990) هو كاتب ومنتج وممثل بريطاني عراقي، كما أنه ناشط في مجال حقوق مجتمع الميم والحرية الجنسية وإن أعماله تسلط الضوء بشكل أساسي على الهوية المثلية والتمثيل الثقافي لهم والسياسات العنصرية ضدهم.

## باكورة حياته وتعليمه
ولد عمرو القاضي في لندن لعائلة عراقية مسلمة محافظة، وله شقيق توأم. ونشأ في دبي والبحرين، لتعود العائلة مجددًا إلى لندن. وبحسب تصريحاته فإن دراسته عن علم الأحياء البحرية والفيزياء الكمية ساعده في فهم هويته المثلية.
نال منحة دراسية لمدة سنتين للدراسة في كلية إيتون في عام 2006، حيث حصل على تقدير A. ثم تخرّج من جامعة كامبريدج بدرجة البكالوريوس ودرجة الماجستير البحثية (MPhil) في تاريخ الفن.
أطلق على نفسه غلامرو (Glamrou) كاسم مسرحي. وخلال فترة دراسته في جامعة كامبريدج اكتشف فن الدراغ، ونظم فعاليات ومثل بدور الأم لزملائه بالفرقة من ملكات الدراغ في أول فرقة دراغ احترافية بالجامعة. وخلال وجوده في كامبريدج أسّس وقاد فرقة الدراغ الكوميدية الموسيقية Denim، وكتب بعض العروض الفنية وشارك في تقديمها. لاحقًا ترك الفرقة للتركيز على الأداء الفردي في عرض باسم (غلامرو: من القرآن إلى الملكة).

## قائمة الأعمال

### الأفلام
| اسم الفيلم               | السنة | الدور                                   | الإنتاج                     |
| ------------------------ | ----- | --------------------------------------- | --------------------------- |
| كريستوفر روبن            | 2018  | ممثل، بدور نمير عزيزي (موظف تذاكر لندن) |                             |
| Anemone                  | 2018  | مخرج وكاتب                              | BBC films and Film London   |
| Victoria Sin             | 2017  | مخرج وكاتب                              | Nowness, Revry              |
| عربي هارب                | 2017  | مخرج وكاتب                              | Peccadillo Pictures & Revry |
| Clash                    | 2017  | مخرج وكاتب                              | BBC4 Broadcast, BFI, Revry  |
| Nightstand               | 2016  | كاتب ومؤدي لإحدى العروض                 |                             |
| فينوم: فليكن هناك كارنيج | 2021  | ممثل بدور فينوم                         | دور الكاميو                 |
| ليلى                     | 2024  | مخرج وكاتب                              |                             |